# Sandia Peak Tramway

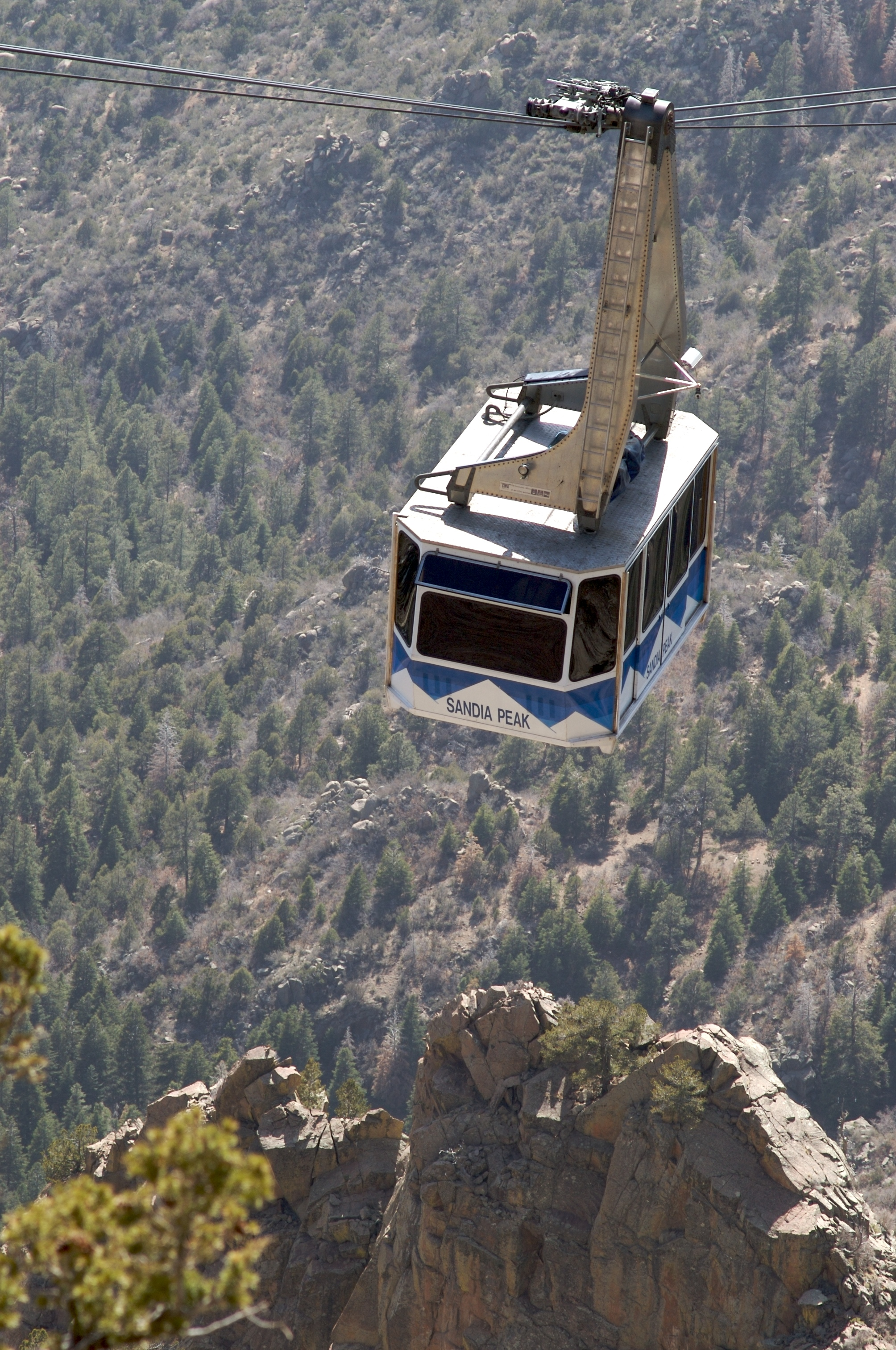
Sandia Peak Tramway

Die Sandia Peak Tramway ist eine Luftseilbahn, die vom nordöstlichen Stadtrand des in ca. 1600 m Höhe gelegenen Albuquerque, New Mexico, USA, auf die zur Stadt hin steil abfallenden Sandia Mountains fährt. Der Gipfel bietet je nach Wetterlage einen weiten Blick über die umliegende Ebene und einige mittelschwere Skipisten auf der flacher abfallenden östlichen Seite.
Die Seilbahn ist in der Sommer- und in der Wintersaison geöffnet. Die Fahrzeit beträgt jeweils 15 Minuten.

## Technik
Die Seilbahn führt von der 1999 m hoch gelegenen Talstation über zwei Stützen auf den 3163 m hohen Sandia Peak. Die Pendelbahn mit einer (diagonalen) Länge von 4467 m gilt als die drittlängste, in einer Sektion ausgeführte Personenseilbahn der Welt. Die erste, um 18° geneigte, 71 m hohe Stütze steht nahe der Talstation, die zweite Stütze steht schon nach etwa zwei Fünfteln der Strecke auf einem Bergsporn, so dass hier eine Höhe von 24,4 m (80 ft) genügt, um die Gondel über den Sporn zu führen. Von da an geht es mit einer Spannweite von 2353 m über steile Täler direkt zur Bergstation. Die größte Höhe über Grund beträgt dabei 274 m.
Die beiden Gondeln der Bahn fassen jeweils 55 Personen und fahren mit einer Geschwindigkeit von rund 6 m/s (19 km/h). Sie wurden 1986 zum 20-jährigen Jubiläum durch neue Fahrzeuge ersetzt.
Die Gondeln fahren an je zwei Tragseilen mit 40 mm Durchmesser, die durch Gegengewichte von je 47 t gespannt werden, die in der Talstation in über 20 m tiefen Schächten hängen. Die Gondeln werden von einem 32 mm starken Zugseil gezogen, das von einem Elektromotor angetrieben wird. 1997 wurden alle Seile innerhalb von sieben Wochen erneuert.

## Baugeschichte

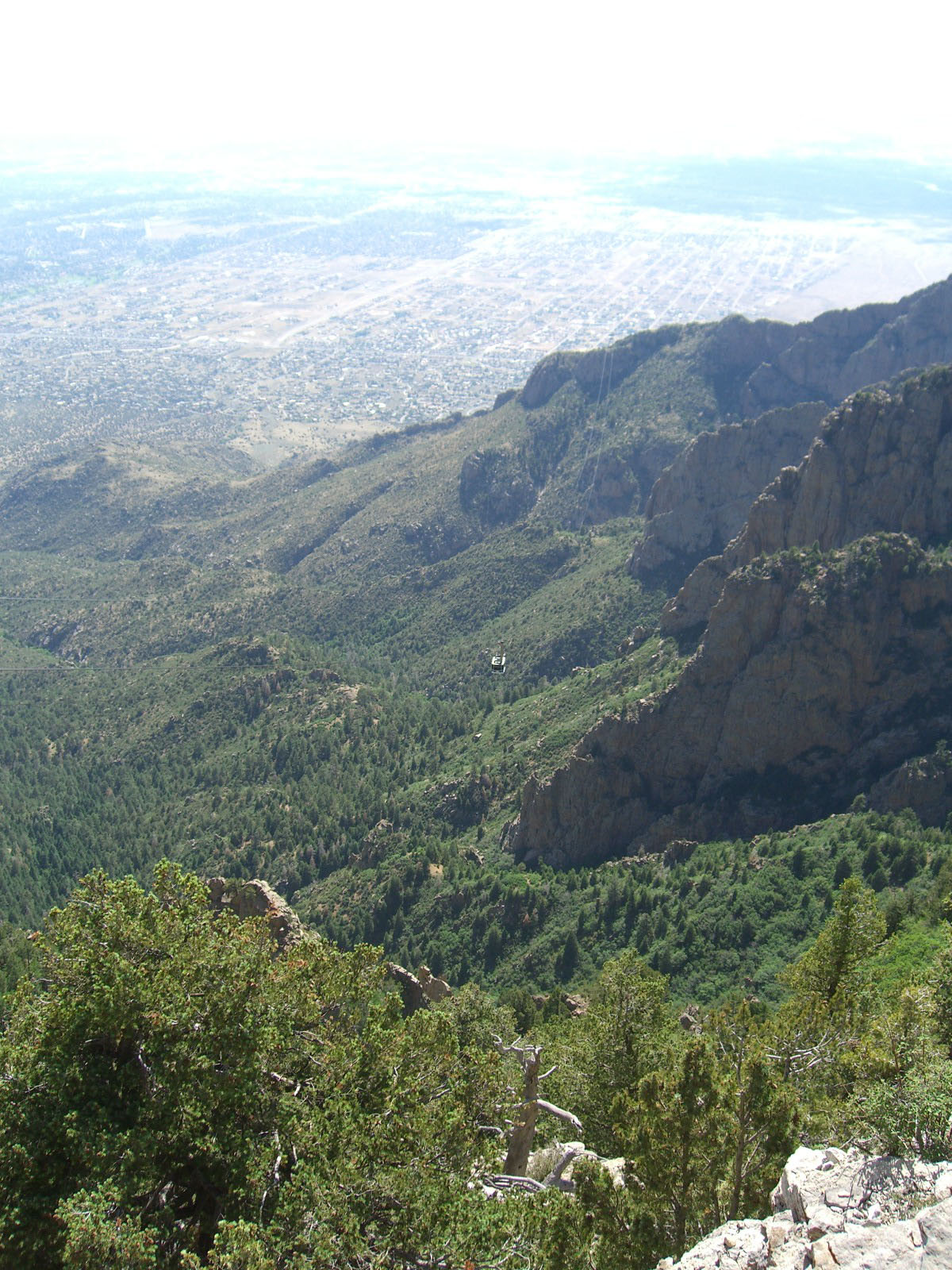
Sandia Peak Tramway mit einer Gondel in der Mitte des Bildes

Die Sandia Peak Tramway geht auf die Initiative von Robert Nordhaus zurück, den die Seilbahnen in den Alpen auf einer Europareise begeistert hatten. Die Vorbereitungen dauerten zwei Jahre bis zu den eigentlichen Bauarbeiten. Die Seilbahn wurde in den Jahren 1964 bis 1966 von der heute nicht mehr existierenden schweizerischen Bell Maschinenfabrik AG Kriens gebaut. Die Baustellen der ersten Stütze und der Bergstation konnten mit Fahrzeugen erreicht werden, die Baustelle für die zweite Stütze auf einem steilen Bergsporn ist nur für Bergsteiger zugänglich, so dass die einzelnen Teile der Stütze mit dem Hubschrauber eingeflogen werden mussten. Für diese Stütze und für die Montage der Seile waren fünftausend Hubschrauberflüge erforderlich. Am 9. Mai 1966 wurde die Seilbahn in Betrieb genommen.
Lange vor dem Bau der Seilbahn war ein Passagierflugzeug im Bereich der oberen Seilbahntrasse gegen den Berg geflogen, dessen Trümmer nicht vollständig entfernt werden konnten und für eingeweihte Personen von der Gondel aus noch sichtbar sind.